# Gonzalo Ibáñez de Baztán

Escudos de los Ricoshombres de Navarra.

Gonzalo Ibáñez de Baztán fue un ricohombre del reino de Navarra en el siglo XIII, perteneciente al linaje de los Baztán. Fue alférez del estandarte real.
En 1243 aparece en un documento expedido por la Orden de San Juan en Laguardia. En 1253 y 1254 participó en los tratados con la corona de Aragón en Tudela y Monteagudo (Navarra). En 1254 fue fiador en una venta en Irache. Tenente de Laguardia en 1264 y de Mendigorría en 1269. En 1264 compró al rey la villa de Mues. Se halla documentada su presencia en Bayona durante la «host» de 1266. Fue candidato a ser gobernador del reino tras la muerte de Enrique con la dinastía Capeta en 1274. Durante la Guerra de la Navarrería se enfrentó a Eustache Beaumarchais gobernador puesto por Felipe III de Francia y fue uno de los nobles que se escapó de la Navarrería en la víspera de la gran matanza y destrucción de la misma. Por ello fueron confiscadas sus heredades. En 1280 Felipe III devolvió a su hija, Teresa González, las que les fueron requisadas indebidamente. Gonzalo debió de refugiarse en Castilla donde redactó un testamento el 7 de octubre de 1280. Parece que sobrevivió varios años a la redacción del mismo.
Es posible que su hermana fuera Teresa Ibáñez mujer del padre de García Almoravid, del mismo nombre.
Se casó con Aldonza Cornel, hermana de Jimeno Cornel, con quien tuvo los hijos: Pedro Cornel, que tomó el apellido materno, Juan González, Estefanía González y Teresa González. Esta última fue esposa de Juan Vélez de Guevara, hijo de Vela Ladrón de Guevara.
De él arranca el linaje Bazán o Baztán en la Corona de Castilla, arraigando sus sucesores en la comarca de Valduerna, cerca de La Bañeza (León).